# 波爾克鎮區 (密蘇里州艾奇遜縣)
波爾克鎮區（英語：Polk Township）是位於美國密蘇里州艾奇遜縣的一個行政鎮區。

## 地方資料
波爾克鎮區的面積為161.41平方千米，皆為陸地。根據2020年美國人口普查的數據，當地共有人口211人，而人口密度為每平方千米1.31人。